# Kamienica Pod Białą Głową w Krakowie
Kamienica Pod Białą Głową (znana także jako Kamienica Pod Meduzą) – zabytkowa kamienica znajdująca się w Krakowie, w dzielnicy I przy ulicy Brackiej 6, na Starym Mieście.

## Historia
W XIV wieku w miejscu obecnej kamienicy wybudowano kamienny dom, zajmujący przyuliczną część pierwotnej działki lokacyjnej. W XV wieku został on podzielony na dwie kamienice. Kamienica północna zwana była Kamienicą Celarowską. W XVI wieku została ona rozbudowana do rozmiarów typowej kamienicy krakowskiej, wzniesiono też murowaną oficynę tylną. W I połowie XVII wieku była własnością szkockiej rodziny Forbesów. Po 1631 przeszła barokową przebudowę, podczas której nadbudowano drugie piętro oraz nadano fasadzie nowy wystrój. W połowie XVII wieku była własnością kupca J. Tayffa, a w II połowie XVII wieku rodzin szlacheckich i mieszczańskich, m.in.: Cellarich, Przyrembskich i Radeckich. W latach 1755–1758 została wyremontowana i przebudowana w stylu późnobarokowym na zlecenie kupca J. Sobieniowskiego. Na początku XIX wieku została odnowiona. Przed 1832 otrzymała kamienne godło, przedstawiające głowę Meduzy, autorstwa J. Szmelcera. Kamienica Południowa zwana była Kamienicą Cyrusów. W XVI i XVII wieku składała się ona z murowanego budynku frontowego i drewnianej oficyny. W I połowie XVIII wieku przeszła gruntowną przebudowę wnętrz. W 1837 została przebudowana w stylu klasycystycznym według projektu Stanisława Gołębiowskiego dla rodziny Bojanowskich, nadbudowano też drugie piętro. Obie kamienice zostały zniszczone podczas wielkiego pożaru Krakowa w 1850. Odbudowano je w 1852, połączone wspólną klatką schodową. Od lat 70. XIX wieku domy były własnością rodziny Brzezińskich.
Obecna kamienica powstała w latach 1911–1912 w wyniku połączenia i przebudowy obu dawnych kamienic według projektu Jozuego Oberledera dla sióstr Z. Niemczewskiej i A. Habichtowej. Podczas prac nadbudowano trzecie piętro, rozbudowano kamienicę w głąb działki, niemal całkowicie likwidując podwórka, nadano nową dekorację fasadzie oraz ujednolicono wnętrza.
20 kwietnia 1982 kamienica została wpisana do rejestru zabytków. Znajduje się także w gminnej ewidencji zabytków.

## Architektura
Kamienica ma cztery kondygnacje. Fasada jest sześcioosiowa, o neoklasycystycznym wystroju. W trzeciej osi parteru znajduje się półkolisty kamienny portal z XVII wieku, u którego zwieńczenia umieszczono godło kamienicy – płaskorzeźbę przedstawiającą głowę Meduzy. W partii pięter elewacja została podzielona wertykalnie za pomocą pilastrów oraz ozdobiona płycinami. Na pierwszym piętrze zaprojektowano jeden szeroki, trzyosiowy balkon od drugiej do czwartej osi, natomiast na drugim piętrze dwa mniejsze w drugiej i czwartej osi. Budynek zwieńczony jest trójkątnym frontonem, w którego tympanonie umieszczono okno doświetlające poddasze.